# Idegenszó-tár
Tótfalusi István Idegenszó-tár című  2004-ben, majd 2005-ben megjelent könyve 28 000 szócikket, 350 idegen rövidítést és betűszót tartalmaz. 36 szótár és lexikon felhasználásával készült.

## A szótár jellege, típusa
Azon kívül, hogy értelmezi, magyarázza a régi vagy új homályos jelentésű idegen szavakat, részletesen megadja azok etimológiáját, eredetét is.
A 28 000 címszó közül jó néhány a klasszikus műveltség szavai közé tartozik, mások az elmúlt másfél évtizedben kerültek előtérbe a sajtó, a politika, a közgazdaság, az informatika, valamint a sportok és a művészetek nyelvében. Megtaláljuk benne az ifjúság és a divat nyelvének friss jövevényeit is.
A szótár újdonsága, hogy a magyar szótárirodalomban először ismerteti részletesen a szavak etimológiáját. A magyar nyelv idegen szavainak eddigi szótárai csupán röviden, jelzésszerűen utaltak az egyes szavak eredetére. A szerző nem elégszik meg a forrásnyelv közlésével, hanem lépésenként ismerteti azokat a közvetítő és átadó nyelveket, amelyeken keresztül a szó nyelvünkbe került. Bizonyos szócikkek nyelvhelyességi információt is tartalmaznak. A szerző felhívja a figyelmet az elterjedt, de helytelen kiejtésre, latin szavak gyakran elvétett ragozására is.